# Snekugle
En snekugle er en gennemsigtig kugle som regel af glas indeholdende en scene i miniaturestørrelse. Scenen er ofte et landskab. Kuglen er fyldt med vand, som hvide partikler "sneen" daler i. For at aktivere sneen skal kuglen rystes. Kuglen føres nu tilbage til sin udgangsposition, og snefnug daler langsomt ned. Snekugler har til tider en indbygget spilledåse, der spiller en julemelodi eller noget andet passende.